# Lista över fornlämningar i Askersunds kommun
Lista över fornlämningar i Askersunds kommun är en förteckning av ett urval av de fornlämningar som finns i Askersunds kommun.

## Askersund
| Namn                              | Lämningstyp         | Tillkomsttid | Historisk indelning | Plats | Läge                 | ID-nr          | Bild                                 |
| --------------------------------- | ------------------- | ------------ | ------------------- | ----- | -------------------- | -------------- | ------------------------------------ |
| Askersund 1:1                     | Fornborg            |              | Askersund, Närke    |       | 58.866321, 14.970028 | 10221500010001 | Ladda upp en bild av detta fornminne |
| Borgaberget (Askersund 18:1)      | Fornborg            |              | Askersund, Närke    |       | 58.873493, 14.819647 | 10221500180001 | Ladda upp en bild av detta fornminne |
| Skoporten (Askersund 39:1)        | Lägenhetsbebyggelse |              | Askersund, Närke    |       | 58.847920, 14.914803 | 10221500390001 | Ladda upp en bild av detta fornminne |
| Husabergs Udde. (Askersund 105:1) | Hög                 |              | Askersund, Närke    |       | 58.868160, 14.911226 | 10221501050001 | Ladda upp en bild av detta fornminne |
| Askersund 121:1                   | Stensättning        |              | Askersund, Närke    |       | 58.897117, 14.867912 | 10221501210001 | Ladda upp en bild av detta fornminne |
| Askersund 121:2                   | Stensättning        |              | Askersund, Närke    |       | 58.897185, 14.868062 | 10221501210002 | Ladda upp en bild av detta fornminne |
| Askersund 124:1                   | Hög                 |              | Askersund, Närke    |       | 58.895348, 14.878266 | 10221501240001 | Ladda upp en bild av detta fornminne |
| Askersund 126:1                   | Hög                 |              | Askersund, Närke    |       | 58.891243, 14.888969 | 10221501260001 | Ladda upp en bild av detta fornminne |
| Askersund 129:1                   | Stensättning        |              | Askersund, Närke    |       | 58.877176, 14.872693 | 10221501290001 | Ladda upp en bild av detta fornminne |
| Askersund 130:1                   | Stensättning        |              | Askersund, Närke    |       | 58.884574, 14.861190 | 10221501300001 | Ladda upp en bild av detta fornminne |
| Askersund 144:1                   | Stensättning        |              | Askersund, Närke    |       | 58.852938, 14.749411 | 10221501440001 | Ladda upp en bild av detta fornminne |
| Askersund 189:1                   | Röse                |              | Askersund, Närke    |       | 58.801624, 14.874965 | 10221501890001 | Ladda upp en bild av detta fornminne |

## Hammar
| Namn                        | Lämningstyp                 | Tillkomsttid | Historisk indelning | Plats | Läge                 | ID-nr          | Bild                                 |
| --------------------------- | --------------------------- | ------------ | ------------------- | ----- | -------------------- | -------------- | ------------------------------------ |
| Hammar 15:1                 | Stensättning                |              | Hammar, Närke       |       | 58.893197, 15.033342 | 10223200150001 | Ladda upp en bild av detta fornminne |
| Hammar 15:2                 | Röse                        |              | Hammar, Närke       |       | 58.893111, 15.033294 | 10223200150002 | Ladda upp en bild av detta fornminne |
| Hammar 29:1                 | Röse                        |              | Hammar, Närke       |       | 58.887786, 15.030345 | 10223200290001 | Ladda upp en bild av detta fornminne |
| Hammar 49:1                 | Stensättning                |              | Hammar, Närke       |       | 58.894974, 15.035778 | 10223200490001 | Ladda upp en bild av detta fornminne |
| Hammar 49:2                 | Röse                        |              | Hammar, Närke       |       | 58.894819, 15.035635 | 10223200490002 | Ladda upp en bild av detta fornminne |
| Hammar 49:3                 | Röse                        |              | Hammar, Närke       |       | 58.894856, 15.036019 | 10223200490003 | Ladda upp en bild av detta fornminne |
| Hammar 56:1                 | Stensättning                |              | Hammar, Närke       |       | 58.897443, 15.029665 | 10223200560001 | Ladda upp en bild av detta fornminne |
| Hammar 56:2                 | Stensättning                |              | Hammar, Närke       |       | 58.897231, 15.030407 | 10223200560002 | Ladda upp en bild av detta fornminne |
| Hammar 56:3                 | Stensättning                |              | Hammar, Närke       |       | 58.897271, 15.030840 | 10223200560003 | Ladda upp en bild av detta fornminne |
| Hammar 93:1                 | Röse                        |              | Hammar, Närke       |       | 58.764854, 14.969548 | 10223200930001 | Ladda upp en bild av detta fornminne |
| Hällekullen. (Hammar 101:1) | Gravfält                    |              | Hammar, Närke       |       | 58.804605, 14.970076 | 10223201010001 | Ladda upp en bild av detta fornminne |
| Hammar 130:1                | Hög                         |              | Hammar, Närke       |       | 58.773304, 14.938637 | 10223201300001 | Ladda upp en bild av detta fornminne |
| Hammar 130:2                | Stensättning                |              | Hammar, Närke       |       | 58.773448, 14.938687 | 10223201300002 | Ladda upp en bild av detta fornminne |
| Hammar 130:3                | Stensättning                |              | Hammar, Närke       |       | 58.773573, 14.938714 | 10223201300003 | Ladda upp en bild av detta fornminne |
| Murberget (Hammar 202:1)    | Fornborg                    |              | Hammar, Närke       |       | 58.773659, 15.013388 | 10223202020001 | Ladda upp en bild av detta fornminne |
| Hargs altare (Hammar 204:1) | Grav markerad av sten/block |              | Hammar, Närke       |       | 58.787480, 14.965161 | 10223202040001 | Ladda upp en bild av detta fornminne |
| Hargs altare (Hammar 204:2) | Grav markerad av sten/block |              | Hammar, Närke       |       | 58.787386, 14.965185 | 10223202040002 | Ladda upp en bild av detta fornminne |
| Bölsberget (Hammar 205:1)   | Fornborg                    |              | Hammar, Närke       |       | 58.790191, 14.948549 | 10223202050001 | Ladda upp en bild av detta fornminne |
| Hammar 207:1                | Stenkrets                   |              | Hammar, Närke       |       | 58.767681, 14.945284 | 10223202070001 | Ladda upp en bild av detta fornminne |
| Hammar 284:1                | Stensättning                |              | Hammar, Närke       |       | 58.803413, 14.928926 | 10223202840001 | Ladda upp en bild av detta fornminne |
| Hammar 285:1                | Stensättning                |              | Hammar, Närke       |       | 58.826085, 14.937801 | 10223202850001 | Ladda upp en bild av detta fornminne |
| Hammar 286:1                | Stensättning                |              | Hammar, Närke       |       | 58.825446, 14.936634 | 10223202860001 | Ladda upp en bild av detta fornminne |
| Hammar 358:1                | Stensättning                |              | Hammar, Närke       |       | 58.891466, 15.019166 | 10223203580001 | Ladda upp en bild av detta fornminne |
| Hammar 375:1                | Grav- och boplatsområde     |              | Hammar, Närke       |       | 58.701250, 14.966186 | 10223203750001 | Ladda upp en bild av detta fornminne |
| Hammar 390:1                | Röse                        |              | Hammar, Närke       |       | 58.892148, 15.036545 | 10223203900001 | Ladda upp en bild av detta fornminne |
| Hammar 392:1                | Stensättning                |              | Hammar, Närke       |       | 58.891138, 15.034179 | 10223203920001 | Ladda upp en bild av detta fornminne |
| Hammar 392:2                | Stensättning                |              | Hammar, Närke       |       | 58.891250, 15.033832 | 10223203920002 | Ladda upp en bild av detta fornminne |
| Hammar 398:1                | Runristning                 |              | Hammar, Närke       |       | 58.863375, 15.003759 | 10223203980001 | Ladda upp en bild av detta fornminne |
| Stora Mon (Hammar 404)      | Lägenhetsbebyggelse         |              | Hammar, Närke       |       | 58.794310, 14.818206 | 12000000020545 | Ladda upp en bild av detta fornminne |

## Lerbäck
| Namn                            | Lämningstyp                 | Tillkomsttid | Historisk indelning | Plats | Läge                 | ID-nr          | Bild                                 |
| ------------------------------- | --------------------------- | ------------ | ------------------- | ----- | -------------------- | -------------- | ------------------------------------ |
| Lerbäck 2:1                     | Stensättning                |              | Lerbäck, Närke      |       | 58.824028, 15.173150 | 10224700020001 | Ladda upp en bild av detta fornminne |
| Lerbäck 2:2                     | Stensättning                |              | Lerbäck, Närke      |       | 58.823949, 15.173064 | 10224700020002 | Ladda upp en bild av detta fornminne |
| Lerbäck 2:3                     | Stensättning                |              | Lerbäck, Närke      |       | 58.823870, 15.173024 | 10224700020003 | Ladda upp en bild av detta fornminne |
| Lerbäck 5:1                     | Stensättning                |              | Lerbäck, Närke      |       | 58.834892, 15.128464 | 10224700050001 | Ladda upp en bild av detta fornminne |
| Kristoffers röse (Lerbäck 6:1)  | Gravfält                    |              | Lerbäck, Närke      |       | 58.866010, 15.243005 | 10224700060001 | Ladda upp en bild av detta fornminne |
| Lerbäck 7:1                     | Grav markerad av sten/block |              | Lerbäck, Närke      |       | 58.866464, 15.244347 | 10224700070001 | Ladda upp en bild av detta fornminne |
| Kristoffers kulle (Lerbäck 8:1) | Gravfält                    |              | Lerbäck, Närke      |       | 58.861373, 15.234487 | 10224700080001 | Ladda upp en bild av detta fornminne |
| Lerbäck 12:1                    | Stensättning                |              | Lerbäck, Närke      |       | 58.822043, 15.169959 | 10224700120001 | Ladda upp en bild av detta fornminne |
| Lerbäck 12:2                    | Stensättning                |              | Lerbäck, Närke      |       | 58.821940, 15.169985 | 10224700120002 | Ladda upp en bild av detta fornminne |
| Lerbäck 13:1                    | Stensättning                |              | Lerbäck, Närke      |       | 58.821719, 15.171230 | 10224700130001 | Ladda upp en bild av detta fornminne |
| Äskedalsröset (Lerbäck 14:1)    | Stensättning                |              | Lerbäck, Närke      |       | 58.815028, 15.158624 | 10224700140001 | Ladda upp en bild av detta fornminne |
| Lerbäck 23:1                    | Stensättning                |              | Lerbäck, Närke      |       | 58.879562, 15.223144 | 10224700230001 | Ladda upp en bild av detta fornminne |
| Lerbäck 23:2                    | Stensättning                |              | Lerbäck, Närke      |       | 58.879670, 15.223414 | 10224700230002 | Ladda upp en bild av detta fornminne |
| Lerbäck 37:1                    | Gravfält                    |              | Lerbäck, Närke      |       | 58.917511, 15.253869 | 10224700370001 | Ladda upp en bild av detta fornminne |
| Lerbäck 39:1                    | Stensättning                |              | Lerbäck, Närke      |       | 58.898564, 15.250139 | 10224700390001 | Ladda upp en bild av detta fornminne |
| Hornrösan (Lerbäck 43:1)        | Stensättning                |              | Lerbäck, Närke      |       | 58.925628, 15.303376 | 10224700430001 | Ladda upp en bild av detta fornminne |
| Lerbäck 84:1                    | Stensättning                |              | Lerbäck, Närke      |       | 59.011349, 15.053037 | 10224700840001 | Ladda upp en bild av detta fornminne |
| Lerbäck 84:2                    | Stensättning                |              | Lerbäck, Närke      |       | 59.011270, 15.053397 | 10224700840002 | Ladda upp en bild av detta fornminne |
| Lerbäck 84:3                    | Stensättning                |              | Lerbäck, Närke      |       | 59.011242, 15.052855 | 10224700840003 | Ladda upp en bild av detta fornminne |
| Lerbäck 103:1                   | Stensättning                |              | Lerbäck, Närke      |       | 58.997698, 15.056501 | 10224701030001 | Ladda upp en bild av detta fornminne |
| Lerbäck 103:3                   | Hög                         |              | Lerbäck, Närke      |       | 58.997868, 15.056216 | 10224701030003 | Ladda upp en bild av detta fornminne |
| Lerbäck 149:1                   | Hög                         |              | Lerbäck, Närke      |       | 58.941154, 15.037330 | 10224701490001 | Ladda upp en bild av detta fornminne |
| Lerbäck 187:1                   | Stensättning                |              | Lerbäck, Närke      |       | 58.896627, 15.041107 | 10224701870001 | Ladda upp en bild av detta fornminne |
| Lerbäck 193:1                   | Stensättning                |              | Lerbäck, Närke      |       | 58.931100, 15.056274 | 10224701930001 | Ladda upp en bild av detta fornminne |
| Lerbäck 193:2                   | Stensättning                |              | Lerbäck, Närke      |       | 58.931139, 15.056662 | 10224701930002 | Ladda upp en bild av detta fornminne |
| Lerbäck 277:1                   | Stensättning                |              | Lerbäck, Närke      |       | 58.885821, 15.137224 | 10224702770001 | Ladda upp en bild av detta fornminne |
| Lerbäck 284:1                   | Stensättning                |              | Lerbäck, Närke      |       | 58.872668, 15.148854 | 10224702840001 | Ladda upp en bild av detta fornminne |
| Lerbäck 284:2                   | Stensättning                |              | Lerbäck, Närke      |       | 58.872477, 15.149015 | 10224702840002 | Ladda upp en bild av detta fornminne |
| Lerbäck 324:1                   | Stensättning                |              | Lerbäck, Närke      |       | 58.946621, 15.075168 | 10224703240001 | Ladda upp en bild av detta fornminne |
| Lerbäck 324:2                   | Stensättning                |              | Lerbäck, Närke      |       | 58.946766, 15.075240 | 10224703240002 | Ladda upp en bild av detta fornminne |
| Lerbäck 401:1                   | Stensättning                |              | Lerbäck, Närke      |       | 58.854506, 15.152052 | 10224704010001 | Ladda upp en bild av detta fornminne |
| Lerbäck 401:2                   | Stensättning                |              | Lerbäck, Närke      |       | 58.854581, 15.151864 | 10224704010002 | Ladda upp en bild av detta fornminne |
| Lerbäck 402:1                   | Stensättning                |              | Lerbäck, Närke      |       | 58.853111, 15.152521 | 10224704020001 | Ladda upp en bild av detta fornminne |
| Brahus (Lerbäck 403:1)          | Lägenhetsbebyggelse         |              | Lerbäck, Närke      |       | 58.887020, 15.125791 | 10224704030001 | Ladda upp en bild av detta fornminne |
| Lerbäck 432:1                   | Stensättning                |              | Lerbäck, Närke      |       | 58.834059, 15.155777 | 10224704320001 | Ladda upp en bild av detta fornminne |
| Lerbäck 432:2                   | Stensättning                |              | Lerbäck, Närke      |       | 58.834010, 15.155969 | 10224704320002 | Ladda upp en bild av detta fornminne |
| Lerbäck 468:1                   | Stensättning                |              | Lerbäck, Närke      |       | 58.893550, 15.249642 | 10224704680001 | Ladda upp en bild av detta fornminne |
| Lerbäck 470:1                   | Stensättning                |              | Lerbäck, Närke      |       | 58.908968, 15.308830 | 10224704700001 | Ladda upp en bild av detta fornminne |
| Lerbäck 470:6                   | Stensättning                |              | Lerbäck, Närke      |       | 58.908279, 15.308256 | 10224704700006 | Ladda upp en bild av detta fornminne |
| Lerbäck 471:1                   | Stensättning                |              | Lerbäck, Närke      |       | 58.907609, 15.309360 | 10224704710001 | Ladda upp en bild av detta fornminne |
| Lerbäck 472:1                   | Röse                        |              | Lerbäck, Närke      |       | 58.909500, 15.310254 | 10224704720001 | Ladda upp en bild av detta fornminne |
| Björstorpet (Lerbäck 474:1)     | Lägenhetsbebyggelse         |              | Lerbäck, Närke      |       | 58.904140, 15.305676 | 10224704740001 | Ladda upp en bild av detta fornminne |
| Sticksfallet (Lerbäck 480)      | Lägenhetsbebyggelse         |              | Lerbäck, Närke      |       | 58.897053, 15.127381 | 12000000036131 | Ladda upp en bild av detta fornminne |
| Lerbäck 487                     | Stensättning                |              | Lerbäck, Närke      |       | 58.910351, 15.048954 | 12000000044722 | Ladda upp en bild av detta fornminne |
| Lerbäck 488                     | Stensättning                |              | Lerbäck, Närke      |       | 58.910495, 15.048638 | 12000000044723 | Ladda upp en bild av detta fornminne |

## Snavlunda
| Namn                          | Lämningstyp                 | Tillkomsttid | Historisk indelning | Plats | Läge                 | ID-nr          | Bild                                 |
| ----------------------------- | --------------------------- | ------------ | ------------------- | ----- | -------------------- | -------------- | ------------------------------------ |
| Snavlunda 1:1                 | Röse                        |              | Snavlunda, Närke    |       | 58.930391, 14.941745 | 10226100010001 | Ladda upp en bild av detta fornminne |
| Snavlunda 1:2                 | Stensättning                |              | Snavlunda, Närke    |       | 58.930312, 14.941977 | 10226100010002 | Ladda upp en bild av detta fornminne |
| Snavlunda 5:1                 | Stensättning                |              | Snavlunda, Närke    |       | 58.940402, 14.854735 | 10226100050001 | Ladda upp en bild av detta fornminne |
| Snavlunda 6:1                 | Stensättning                |              | Snavlunda, Närke    |       | 58.939823, 14.855802 | 10226100060001 | Ladda upp en bild av detta fornminne |
| Snavlunda 8:1                 | Röse                        |              | Snavlunda, Närke    |       | 58.979365, 14.908925 | 10226100080001 | Ladda upp en bild av detta fornminne |
| Snavlunda 8:2                 | Röse                        |              | Snavlunda, Närke    |       | 58.979259, 14.909019 | 10226100080002 | Ladda upp en bild av detta fornminne |
| Snavlunda 12:1                | Stensättning                |              | Snavlunda, Närke    |       | 58.937473, 14.898126 | 10226100120001 | Ladda upp en bild av detta fornminne |
| Tjälves grav (Snavlunda 51:1) | Grav markerad av sten/block |              | Snavlunda, Närke    |       | 58.959505, 14.883467 | 10226100510001 | Ladda upp en bild av detta fornminne |
| Borgberget (Snavlunda 60:1)   | Fornborg                    |              | Snavlunda, Närke    |       | 58.959892, 14.847293 | 10226100600001 | Ladda upp en bild av detta fornminne |
| Snavlunda 69:1                | Röse                        |              | Snavlunda, Närke    |       | 58.950477, 14.846805 | 10226100690001 | Ladda upp en bild av detta fornminne |
| Snavlunda 74:1                | Stensättning                |              | Snavlunda, Närke    |       | 59.005661, 14.895378 | 10226100740001 | Ladda upp en bild av detta fornminne |
| Snavlunda 79:1                | Stensättning                |              | Snavlunda, Närke    |       | 58.961064, 14.887535 | 10226100790001 | Ladda upp en bild av detta fornminne |
| Snavlunda 79:2                | Stensättning                |              | Snavlunda, Närke    |       | 58.960971, 14.887574 | 10226100790002 | Ladda upp en bild av detta fornminne |